# Didier Gautier
Didier Gautier (27. februar 1792 i Chaumont, Haute-Marne, Frankrig - 13. juni 1872 i Gävle, Sverige) var en fransk cirkusdirektør i Skandinavien. Men han rejste også i det øvrige Europa.
Gautier blev født i Chaumont, hvor forældrene Jean Baptiste Gautier og Rose Louise Lefèvre tilfældigt opholdt sig på gennemrejse. Året efter måtte hans forældre forlade Frankrig under de usikre forhold, efter den franske revolution. Familien fik asyl i Preussen, hvor den til cirka 1800 rejste rundt og foreviste et menageri.
Menageriet udviklede sig til et lille cirkusselskab. Her blev Didier Gautier uddannet i linedans, akrobatik og ridning, og han var en af de artister, der medvirkede i de forestillingerne, under den lange rejse gennem Rusland, Finland, Sverige og Danmark tilbage til Tyskland. Også de to yngre brødre Joseph og Jean Léonard stod på plakaten.
Didier Gautier brød som cirka 18-årig op fra det familjeselskabet og sluttede sig til en akrobattrup under ledelse af Paul Friedrich Grunert fra Sachsen og blev gift med Grunert's datter Johanna "Nanette" Grunert i juli 1811 i den lutherske kirke i kurbyen Bad Pyrmont.
Gautier rejste derefter nongle år med Grunerts trup og optrådte i Europa, bl.a. i Tyskland, de baltiske lande og i Østrig og fik hurtigt en ledende stilling i selskabet. 
Didier fortsatte efter svigerfarens død i midten af 1820'erne sine rejser i Tyskland og stræbte efterhånden efter at komme til Sverige, hvor han havde opholdt sig 1804-1806 i forbindelse med familjens fremvisning af den berømte elefant. I 1829 lykkdes det ham at få den svenske konges tilladelse til at rejse til Sverige som rytter hos Louis Fouraux og satte sit eget show op to år efter og byggede Didier Gautier's menageri 1832. Sverige skulle blive hans faste base lige til hans død i 1872. Han fik også svensk statsborgerskab i 1837.
I 1830'erne og 1840'erne og frem til 1845 turnerede med sin cirkus navnlig i Sverige, Danmark og Norge foruden en tur østpå til Rusland og Tyskland. I 1845 Didier indledte en 10-årig turné i Tyskland, Holland, Belgien og Frankrig. 
Gautier ældste barn Caroline Steckel, som blev gift med den senere cirkusdirektør Adolph Léonard Villième Houcke som sammen med sin sine brødre købte materiel og heste fra familien Gautier, da denne i 1869 stoppede cirkusvirksomheden efter en sidste forestilling i Snøde på Langeland. 